# Alsjö
Alsjö är en före detta fäbodvall som ligger i Forsa och Delsbo socknar i Hälsingland. Speciellt för vallen är att sockengränsen klyver den itu. Alsjö anses vara en väl bevarad fäbodvall. En årlig spelmansstämma arrangeras på Alsjövallen i början av juli.